# US Open de 2021
O US Open de 2021 foi um torneio de tênis disputado nas quadras duras do USTA Billie Jean King National Tennis Center, no Flushing Meadows-Corona Park, no distrito do Queens, em Nova York, nos Estados Unidos, entre 30 de agosto e 12 de setembro. Corresponde à 54ª edição da era aberta e à 141ª de todos os tempos.
Na busca pelo raro Calendar Grand Slam (ou Verdadeiro Grand Slam) e assumir a liderança de maior vencedor de torneios desse tipo, Novak Djokovic teve as expectativas frustradas ao ser derrotado por Daniil Medvedev na final em sets diretos. É o primeiro major do jogador russo. Entre as mulheres, uma surpresa maior: a britânica de 18 anos Emma Raducanu venceu dez jogos em Nova York para conquistar o primeiro Slam, sobre a também jovem Leylah Fernandez. Ela é a primeira tenista da história vinda do qualificatório a levantar o caneco do principal tipo de evento tenístico.
Nas duplas, Joe Salisbury levantou a taça nas duas chaves que disputou: com Rajeev Ram nas masculinas e Desirae Krawczyk nas mistas. Krawczyk foi quase dominante nas mistas em 2021, sendo este o terceiro Slam seguido dela. Uma sequência menor, mas também existosa foi de Samantha Stosur e Zhang Shuai. Depois do triunfo, há duas semanas, no WTA de Cincinnati, a dupla superou Coco Gauff e Catherine McNally na final de Nova York.
Se Djokovic teve a chance e não conseguiu capturar uma sequência de títulos importantes na temporada e fazer História, o mesmo não aconteceu entre os cadeirantes. Com finalmente a categoria tendo os quatro Slam à disposição, mais a Paralimpíada no mesmo ano (antigamente, o US Open não ocorria em detrimento dessa), quatro atletas foram contemplados. Em simples feminino e tetraplégico, Diede de Groot e Dylan Alcott completaram o singular Golden Slam (os quatro Slam, mais a medalha de ouro). Nas duplas masculinas, Alfie Hewett e Gordon Reid foram mais modestos, e levaram o Calendar Grand Slam.

## Transmissão
Esta é a lista de países e canais designados a transmitir o torneio durante a edição em questão:
Países lusófonos

| País(es) | Canal(is)          |
| -------- | ------------------ |
| Brasil   | ESPN Brasil SporTV |
| Portugal | Eurosport          |

Resto do mundo
| País(es)                                                       | Canal(is)             |
| Países avulsos                                                 |                       |
| -------------------------------------------------------------- | --------------------- |
| Argélia                                                        | Eurosport             |
| Canadá                                                         | RDS [en] TSN          |
| China                                                          | CCTV iQIYI            |
| Coreia do Sul                                                  | JTBC                  |
| Estados Unidos                                                 | ESPN Tennis Channel   |
| Índia                                                          | STAR                  |
| Japão                                                          | WOWOW                 |
| Regiões                                                        |                       |
| África subsaariana                                             | SuperSport            |
| Caribe América Latina                                          | ESPN (América Latina) |
| Europa continental                                             | Eurosport             |
| Norte da África Oriente Médio                                  | beIN Sports           |
| Oceania                                                        | ESPN Oceania          |
| Sudoeste Asiático                                              | Fox Sports (Ásia)     |
| Agrupamentos                                                   |                       |
| África                                                         |                       |
| Egito · Jordânia · Líbano · Líbia · Marrocos · Síria · Tunísia | beIN Sports Eurosport |
| Europa                                                         |                       |
| Irlanda · Reino Unido                                          | Prime Video           |

## Pontuação e premiação

### Distribuição de pontos
ATP e WTA informam suas pontuações em Grand Slam, distintas entre si, em simples e em duplas. A ITF responde exclusivamente pelos juvenis e cadeirantes.
Considerado torneio amistoso, o de duplas mistas não gera pontos.
No juvenil, os simplistas jogam duas fases de qualificatório, mas só os que passam à chave principal pontuam. Em duplas, a pontuação é por jogador. A partir da fase com 16, os competidores recebem pontos adicionais de bônus (os valores da tabela já somam as duas pontuações).

#### Profissional
| Evento            | V    | F    | SF  | QF  | R16 | R32 | R64 | R128 | Q  | Q3 | Q2 | Q1 |
| Simples masculino | 2000 | 1200 | 720 | 360 | 180 | 90  | 45  | 10   | 25 | 16 | 8  | 0  |
| Duplas masculinas | 2000 | 1200 | 720 | 360 | 180 | 90  | 0   | —    | —  | —  | —  | —  |
| Simples feminino  | 2000 | 1300 | 780 | 430 | 240 | 130 | 70  | 10   | 40 | 30 | 20 | 2  |
| Duplas femininas  | 2000 | 1300 | 780 | 430 | 240 | 130 | 10  | —    | —  | —  | —  | —  |

| Evento            | V    | F   | SF  | QF  | R16 | R32 | R64 | Q  | Q2 | Q1 |
| Simples Masculino | 1000 | 700 | 490 | 300 | 180 | 90  | 30* | 20 | 0  | 0  |
| Simples Feminino  | 1000 | 700 | 490 | 300 | 180 | 90  | 30* | 20 | 0  | 0  |
| Duplas Masculinas | 750  | 525 | 367 | 225 | 135 | 0   | —   | —  | —  | —  |
| Duplas Femininas  | 750  | 525 | 367 | 225 | 135 | 0   | —   | —  | —  | —  |

| Evento               | V   | F   | SF/ 3º lugar | QF/ 4º lugar |
| Simples              | 800 | 500 | 375          | 100          |
| Simples tetraplégico | 800 | 500 | 375          | 100          |
| Duplas               | 800 | 500 | 100          | —            |
| Duplas tetraplégicas | 800 | 100 | —            | —            |

### Premiação
A premiação geral aumentou 8% em relação a 2020. Os títulos de simples tiveram um decréscimo de US$ 500.000 cada.
Os valores para duplas são por par. Diferentemente da pontuação, não há recompensa aos vencedores do qualificatório.
Juvenis não são pagos. Outras disputas, como a de cadeirantes, não tiveram os valores detalhados; estão inclusos em "Outros eventos".
| Evento        | V             | F             | SF          | QF          | Últimos 16  | Últimos 32  | Últimos 64  | Últimos 128 | Q3         | Q2         | Q1         |
| Contemplados  | 1             | 1             | 2           | 4           | 8           | 16          | 32          | 64          | 16         | 32         | 64         |
| Simples (2)   | US$ 2.500.000 | US$ 1.250.000 | US$ 675.000 | US$ 425.000 | US$ 265.000 | US$ 180.000 | US$ 115.000 | US$ 75.000  | US$ 53.120 | US$ 29.880 | US$ 18.260 |
| Duplas (2)    | US$ 660.000   | US$ 330.000   | US$ 164.000 | US$ 93.000  | US$ 54.000  | US$ 34.000  | US$ 20.000  | —           | —          | —          | —          |
| Duplas mistas | US$ 160.000   | US$ 78.000    | US$ 40.000  | US$ 22.000  | US$ 13.400  | US$ 7.800   | —           | —           | —          | —          | —          |

Total dos eventos acima: US$ 53.759.440
Outros eventos: US$ 600.000
Per diem (estimado): US$ 3.102.560
Total da premiação: US$ 57.462.000

## Cabeças de chave
Cabeças baseados(as) nos rankings de 23 de agosto de 2021. Dados de Ranking e Pontos anteriores são de 30 de agosto de 2021.
Em Pontos a defender, trata-se do melhor resultado do jogador na edição de 2019 ou 2020.
A colocação individual nos rankings de duplas masculinas e femininas ajudam a definir os cabeças de chaves nestas categorias e também na de mistas.
Em verde, o(s) cabeça(s) de chave campeão(ões). Em vermelho, o(s) vice-campeão(ões).

### Simples

#### Masculino
| Cabeça | Ranking | Jogador                     | Pontos anteriores | Pontos a defender | Pontos conquistados | Nova pontuação | Eliminado na | Eliminado por               |
| ------ | ------- | --------------------------- | ----------------- | ----------------- | ------------------- | -------------- | ------------ | --------------------------- |
| 1      | 1       | Novak Djokovic              | 11.113            | 180               | 1.200               | 12.133         | F            | Daniil Medvedev [2]         |
| 2      | 2       | Daniil Medvedev             | 9.980             | 1.200             | 2.000               | 10.480         | Campeão      | –                           |
| 3      | 3       | Stefanos Tsitsipas          | 8.350             | (150)†            | 90                  | 8.290          | 3ª fase      | Carlos Alcaraz              |
| 4      | 4       | Alexander Zverev            | 8.240             | 1.200             | 720                 | 7.760          | SF           | Novak Djokovic [1]          |
| 5      | 7       | Andrey Rublev               | 6.400             | 360               | 90                  | 6.130          | 3ª fase      | Frances Tiafoe              |
| 6      | 8       | Matteo Berrettini           | 5.533             | 720               | 360                 | 5.173          | QF           | Novak Djokovic [1]          |
| 7      | 10      | Denis Shapovalov            | 3.580             | 360               | 90                  | 3.310          | 3ª fase      | Lloyd Harris                |
| 8      | 11      | Casper Ruud                 | 3.455             | 90                | 45                  | 3.265          | 2ª fase      | Botic van de Zandschulp [Q] |
| 9      | 12      | Pablo Carreño Busta         | 3.325             | 720               | 10                  | 2.615          | 1ª fase      | Maxime Cressy [Q]           |
| 10     | 13      | Hubert Hurkacz              | 3.128             | 45                | 45                  | 3.128          | 2ª fase      | Andreas Seppi               |
| 11     | 14      | Diego Schwartzman           | 2.980             | 360               | 180                 | 2.800          | 4ª fase      | Botic van de Zandschulp [Q] |
| 12     | 15      | Félix Auger-Aliassime       | 2.828             | 180               | 720                 | 3.368          | SF           | Daniil Medvedev [2]         |
| 13     | 16      | Jannik Sinner               | 2.750             | 35                | 180                 | 2.895          | 4º fase      | Alexander Zverev [4]        |
| 14     | 17      | Alex de Minaur              | 2.555             | 360               | 10                  | 2.205          | 1ª fase      | Taylor Fritz                |
| 15     | 18      | Grigor Dimitrov             | 2.511             | 720               | 45                  | 1.836          | 2ª fase, ab. | Alexei Popyrin              |
| 16     | 19      | Cristian Garín              | 2.510             | 45                | 45                  | 2.510          | 2ª fase      | Henri Laaksonen [Q]         |
| 17     | 20      | Gaël Monfils                | 2.503             | 360               | 90                  | 2.233          | 3ª fase      | Jannik Sinner [13]          |
| 18     | 21      | Roberto Bautista Agut       | 2.405             | 90                | 90                  | 2.405          | 3ª fase      | Félix Auger-Aliassime [12]  |
| 19     | 22      | John Isner                  | 2.238             | 90                | 10                  | 2.158          | 1ª fase      | Brandon Nakashima [WC]      |
| 20     | 23      | Lorenzo Sonego              | 2.227             | 45+125‡           | 10+20               | 2.087          | 1ª fase      | Oscar Otte [Q]              |
| 21     | 25      | Aslan Karatsev              | 2.109             | (125)§            | 90                  | 2.074          | 3ª fase      | Jenson Brooksby [WC]        |
| 22     | 24      | Reilly Opelka               | 2.206             | 45                | 180                 | 2.341          | 4ª fase      | Lloyd Harris                |
| 23     | 26      | Ugo Humbert                 | 2.090             | 45+90‡            | 10+45               | 2.010          | 1ª fase      | Peter Gojowczyk [Q]         |
| 24     | 27      | Daniel Evans                | 2.074             | 90                | 180                 | 2.164          | 4ª fase      | Daniil Medvedev [2]         |
| 25     | 28      | Karen Khachanov             | 2.010             | 90                | 10                  | 1.930          | 1ª fase      | Lloyd Harris                |
| 26     | 29      | Cameron Norrie              | 1.975             | 45                | 10                  | 1.940          | 1ª fase      | Carlos Alcaraz              |
| 27     | 30      | David Goffin                | 1.933             | 180               | 10                  | 1.763          | 1ª fase      | Mackenzie McDonald          |
| 28     | 31      | Fabio Fognini               | 1.734             | 10                | 10                  | 1.734          | 1ª fase      | Vasek Pospisil              |
| 29     | 32      | Alejandro Davidovich Fokina | 1.723             | 180+194‡          | 10+60               | 1.419          | 1ª fase      | Marco Trungelliti [Q]       |
| 30     | 36      | Marin Čilić                 | 1.650             | 90                | 10                  | 1.570          | 1ª fase, ab. | Philipp Kohlschreiber [PR]  |
| 31     | 37      | Alexander Bublik            | 1.633             | 90                | 45                  | 1.588          | 2ª fase      | Jack Sock [WC]              |
| 32     | 38      | Filip Krajinović            | 1.589             | 90                | 10                  | 1.509          | 1ª fase      | Guido Pella                 |

† Como a edição de 2020 não foi obrigatória, o jogador está defendendo, no lugar, 150 pontos do 19º melhor resultado em vez de 90 pontos do US Open passado.
‡ O jogador também defende a pontuação de um ou mais torneios do circuito ATP Challenger de 2019. Esses pontos foram congelados em 2020 como resultado de ajustes relacionados à pandmeia no sistema de classificação.
§ O jogador não se classificou para o torneio em 2019 ou 2020, e está defendendo pontos de um ATP Challenger (Ostrava) no lugar.

##### Desistências
| Ranking | Jogador       | Pontos anteriores | Pontos a defender | Nova pontuação | Motivo                     |
| ------- | ------------- | ----------------- | ----------------- | -------------- | -------------------------- |
| 5       | Rafael Nadal  | 7.815             | 2.000             | 5.815          | Lesão no pé esquerdo       |
| 6       | Dominic Thiem | 6.995             | 2.000             | 4.995          | Lesão no punho direito     |
| 9       | Roger Federer | 4.125             | 360               | 3.765          | Cirurgia no joelho direito |
| 33      | Stan Wawrinka | 1.715             | 360               | 1.355          | Lesão no pé esquerdo       |
| 34      | Milos Raonic  | 1.694             | 45                | 1.649          | Lesão na perna direita     |
| 35      | Borna Ćorić   | 1.674             | 360               | 1.314          | Lesão no ombro direito     |

#### Feminino
| Cabeça | Ranking | Jogadora                 | Pontos anteriores | Pontos a defender | Pontos conquistados | Nova pontuação | Eliminada na | Eliminada por          |
| ------ | ------- | ------------------------ | ----------------- | ----------------- | ------------------- | -------------- | ------------ | ---------------------- |
| 1      | 1       | Ashleigh Barty           | 10.185            | 240               | 130                 | 10.075         | 3ª fase      | Shelby Rogers          |
| 2      | 2       | Aryna Sabalenka          | 7.010             | 70                | 780                 | 7.720          | SF           | Leylah Fernandez       |
| 3      | 3       | Naomi Osaka              | 6.666             | 2.000             | 130                 | 4.796          | 3ª fase      | Leylah Fernandez       |
| 4      | 4       | Karolína Plíšková        | 5.530             | 240+470           | 430+65              | 5.315          | QF           | Maria Sakkari [17]     |
| 5      | 5       | Elina Svitolina          | 5.210             | 780               | 430                 | 4.860          | QF           | Leylah Fernandez       |
| 6      | 7       | Bianca Andreescu         | 4.537             | 2.000             | 240                 | 2.777          | 4ª fase      | Maria Sakkari [17]     |
| 7      | 8       | Iga Świątek              | 4.461             | 130               | 240                 | 4.571          | 4ª fase      | Belinda Bencic [11]    |
| 8      | 9       | Barbora Krejčíková       | 4.237             | (35)†             | 430                 | 4.668          | QF           | Aryna Sabalenka [2]    |
| 9      | 10      | Garbiñe Muguruza         | 4.210             | 70                | 240                 | 4.380          | 4ª fase      | Barbora Krejčíková [8] |
| 10     | 11      | Petra Kvitová            | 4.170             | 240               | 130                 | 4.060          | 3ª fase      | Maria Sakkari [17]     |
| 11     | 12      | Belinda Bencic           | 4.170             | 780               | 430                 | 3.820          | QF           | Emma Raducanu [Q]      |
| 12     | 13      | Simona Halep             | 3.881             | 70                | 240                 | 4.051          | 4ª fase      | Elina Svitolina [5]    |
| 14     | 15      | Anastasia Pavlyuchenkova | 3.420             | 70                | 240                 | 3.590          | 4ª fase      | Karolína Plíšková [4]  |
| 15     | 16      | Elise Mertens            | 3.330             | 430               | 240                 | 3.140          | 4ª fase      | Aryna Sabalenka [2]    |
| 16     | 17      | Angelique Kerber         | 3.245             | 240               | 240                 | 3.245          | 4ª fase      | Leylah Fernandez       |
| 17     | 18      | Maria Sakkari            | 3.210             | 240               | 780                 | 3.750          | SF           | Emma Raducanu [Q]      |
| 18     | 19      | Victoria Azarenka        | 3.160             | 1.300             | 130                 | 1.990          | 3ª fase      | Garbiñe Muguruza [9]   |
| 19     | 20      | Elena Rybakina           | 3.083             | 70+180            | 130+105             | 3.068          | 3ª fase      | Simona Halep [12]      |
| 20     | 21      | Ons Jabeur               | 2.975             | 130               | 130                 | 2.975          | 3ª fase      | Elise Mertens [15]     |
| 21     | 23      | Coco Gauff               | 2.875             | 130               | 70                  | 2.815          | 2ª fase      | Sloane Stephens        |
| 22     | 24      | Karolína Muchová         | 2.862             | 240               | 10                  | 2.632          | 1ª fase      | Sara Sorribes Tormo    |
| 23     | 25      | Jessica Pegula           | 2.425             | 130               | 130                 | 2.425          | 3ª fase      | Belinda Bencic [11]    |
| 24     | 26      | Paula Badosa             | 2.343             | 30+110            | 70+30               | 2.303          | 2ª fase      | Varvara Gracheva       |
| 25     | 27      | Daria Kasatkina          | 2.340             | 10                | 130                 | 2.460          | 3ª fase      | Elina Svitolina [5]    |
| 26     | 29      | Danielle Collins         | 2.270             | 70                | 130                 | 2.330          | 3ª fase      | Aryna Sabalenka [2]    |
| 28     | 28      | Anett Kontaveit          | 2.315             | 240               | 130                 | 2.205          | 3ª fase      | Iga Świątek [7]        |
| 29     | 31      | Veronika Kudermetova     | 2.040             | 10+110            | 10+100              | 2.030          | 1ª fase      | Sorana Cîrstea         |
| 30     | 32      | Petra Martić             | 2.005             | 240+305           | 70+55               | 1.585          | 2ª fase      | Ajla Tomljanović       |
| 31     | 33      | Yulia Putintseva         | 1.910             | 430               | 10                  | 1.490          | 1ª fase      | Kaia Kanepi            |
| 32     | 34      | Ekaterina Alexandrova    | 1.866             | 70                | 70                  | 1.866          | 2ª fase      | Kamilla Rakhimova [LL] |

† A jogadora não se classificou para o torneio em 2019 ou 2020. No lugar, os pontos de seu 16º melhor resultado no período são deduzidos.

##### Desistências
| Ranking | Jogadora         | Pontos anteriores | Pontos a defender | Nova pontuação | Motivo                     |
| ------- | ---------------- | ----------------- | ----------------- | -------------- | -------------------------- |
| 6       | Sofia Kenin      | 5.030             | 240+100           | 4.691          | Diagnosticada com COVID-19 |
| 14      | Jennifer Brady   | 3.489             | 780+29            | 2.695          | Lesão no joelho            |
| 22      | Serena Williams  | 2.891             | 1.300             | 1.591          | Lesão na coxa direita      |
| 30      | Jeļena Ostapenko | 2.170             | 130               | 2.040          | Razão médica não definida  |

### Duplas
| Cabeça | Ranking | Equipe                | Equipe            |
| ------ | ------- | --------------------- | ----------------- |
| 1      | 3       | Nikola Mektić         | Mate Pavić        |
| 2      | 9       | Marcel Granollers     | Horacio Zeballos  |
| 3      | 12      | Pierre-Hugues Herbert | Nicolas Mahut     |
| 4      | 13      | Rajeev Ram            | Joe Salisbury     |
| 5      | 18      | Juan Sebastián Cabal  | Robert Farah      |
| 6      | 31      | Kevin Krawietz        | Horia Tecău       |
| 7      | 33      | Jamie Murray          | Bruno Soares      |
| 8      | 39      | John Peers            | Filip Polášek     |
| 9      | 39      | Łukasz Kubot          | Marcelo Melo      |
| 10     | 51      | Wesley Koolhof        | Jean-Julien Rojer |
| 11     | 53      | Raven Klaasen         | Ben McLachlan     |
| 12     | 54      | Tim Pütz              | Michael Venus     |
| 13     | 60      | Rohan Bopanna         | Ivan Dodig        |
| 14     | 61      | Simone Bolelli        | Máximo González   |
| 15     | 62      | Andrey Golubev        | Andreas Mies      |
| 16     | 63      | Sander Gillé          | Joran Vliegen     |

| Cabeça | Ranking | Equipe                   | Equipe                |
| ------ | ------- | ------------------------ | --------------------- |
| 1      | 3       | Hsieh Su-wei             | Elise Mertens         |
| 2      | 7       | Barbora Krejčíková       | Kateřina Siniaková    |
| 3      | 18      | Shuko Aoyama             | Ena Shibahara         |
| 4      | 25      | Nicole Melichar-Martinez | Demi Schuurs          |
| 5      | 28      | Gabriela Dabrowski       | Luisa Stefani         |
| 6      | 29      | Veronika Kudermetova     | Bethanie Mattek-Sands |
| 7      | 35      | Alexa Guarachi           | Desirae Krawczyk      |
| 8      | 47      | Darija Jurak             | Andreja Klepač        |
| 9      | 58      | Jeļena Ostapenko         | Vera Zvonareva        |
| 10     | 67      | Caroline Dolehide        | Storm Sanders         |
| 11     | 72      | Coco Gauff               | Catherine McNally     |
| 12     | 71      | Nadiia Kichenok          | Raluca Olaru          |
| 13     | 81      | Asia Muhammad            | Jessica Pegula        |
| 14     | 82      | Samantha Stosur          | Zhang Shuai           |
| 15     | 93      | Marie Bouzková           | Lucie Hradecká        |
| 16     | 94      | Ellen Perez              | Květa Peschke         |
| 17     | 99      | Aleksandra Krunić        | Nina Stojanović       |

#### Mistas
| Cabeça | Ranking | Equipe                   | Equipe        |
| ------ | ------- | ------------------------ | ------------- |
| 1      | 24      | Nicole Melichar-Martinez | Ivan Dodig    |
| 2      | 25      | Desirae Krawczyk         | Joe Salisbury |
| 3      | 33      | Alexa Guarachi           | Neal Skupski  |
| 4      | 37      | Luisa Stefani            | Marcelo Melo  |
| 5      | 37      | Bethanie Mattek-Sands    | Jamie Murray  |
| 6      | 39      | Ena Shibahara            | Ben McLachlan |
| 7      | 41      | Chan Hao-ching           | Michael Venus |
| 8      | 45      | Demi Schuurs             | Sander Gillé  |

## Convidados à chave principal
Os jogadores a seguir receberam convite para disputar diretamente a chave principal, baseados em seleção interna ou desempenhos recentes.

### Simples
| Masculino | Feminino |
| --- | --- |
| - Jenson Brooksby - Ernesto Escobedo - Brandon Nakashima - Emilio Nava - Max Purcell - Sam Riffice - Jack Sock - Zachary Svajda | - Hailey Baptiste - Ashlyn Krueger - Caty McNally - Emma Navarro - Alycia Parks - Storm Sanders - Coco Vandeweghe - Katie Volynets |

### Duplas
| Masculinas | Femininas | Mistas |
| --- | --- | --- |
| - Christopher Eubanks / Bjorn Fratangelo - Robert Galloway / Alex Lawson - Steve Johnson / Sam Querrey - Evan King / Hunter Reese - Mitchell Krueger / Michael Mmoh - Nathaniel Lammons / Jackson Withrow - Eliot Spizzirri / Tyler Zink | - Usue Maitane Arconada / Whitney Osuigwe - Hailey Baptiste / Emma Navarro - Madison Brengle / Claire Liu - Lauren Davis / Ingrid Neel - Makenna Jones / Elizabeth Scotty - Ashlyn Krueger / Robin Montgomery - Sania Mirza / Coco Vandeweghe | - Reese Brantmeier / Nicholas Monroe - Elvina Kalieva / Bruno Kuzuhara - Madison Keys / Bjorn Fratangelo - Jamie Loeb / Mitchell Krueger - Sania Mirza / Rajeev Ram - Asia Muhammad / Jackson Withrow - Sabrina Santamaria / Nathaniel Lammons - Sachia Vickery / Nathan Pasha |

## Qualificados à chave principal
O qualificatório aconteceu no USTA Billie Jean King National Tennis Center entre 24 de 27 de agosto de 2021.

### Simples
| Masculino | Feminino |
| --- | --- |
| 1. Maxime Cressy 2. Evgeny Donskoy 3. Christopher Eubanks 4. Peter Gojowczyk 5. Quentin Halys 6. Antoine Hoang 7. Cem İlkel 8. Ivo Karlović 9. Henri Laaksonen 10. Kamil Majchrzak 11. Maximilian Marterer 12. Alex Molčan 13. Oscar Otte 14. Holger Rune 15. Marco Trungelliti 16. Botic van de Zandschulp | 1. Katie Boulter 2. Cristina Bucșa 3. Olga Danilović 4. Harriet Dart 5. Dalma Gálfi 6. Valentini Grammatikopoulou 7. Ana Konjuh 8. Jamie Loeb 9. Rebecca Marino 10. Rebeka Masarova 11. Nuria Párrizas Díaz 12. Kristýna Plíšková 13. Emma Raducanu 14. Elena-Gabriela Ruse 15. Anna Karolína Schmiedlová 16. Astra Sharma |

Lucky losers
| 1. Mikhail Kukushkin 2. Yūichi Sugita 3. Bernabé Zapata Miralles | 1. Kristína Kučová 2. Greet Minnen 3. Kamilla Rakhimova 4. Mayar Sherif 5. Viktoriya Tomova 6. Stefanie Vögele |

## Eliminações em simples

### Masculino
| Final                   | Final                      | Final                      | Final                            |
| ----------------------- | -------------------------- | -------------------------- | -------------------------------- |
| Novak Djokovic [1]      |                            |                            |                                  |
| Semifinais              |                            |                            |                                  |
| Alexander Zverev [4]    | Alexander Zverev [4]       | Félix Auger-Aliassime [12] | Félix Auger-Aliassime [12]       |
| Quartas de final        |                            |                            |                                  |
| Matteo Berrettini [6]   | Lloyd Harris               | Carlos Alcaraz             | Botic van de Zandschulp (Q)      |
| Quarta fase             |                            |                            |                                  |
| Jenson Brooksby (WC)    | Oscar Otte (Q)             | Jannik Sinner [13]         | Reilly Opelka [22]               |
| Frances Tiafoe          | Peter Gojowczyk (Q)        | Diego Schwartzman [11]     | Daniel Evans [24]                |
| Terceira fase           |                            |                            |                                  |
| Kei Nishikori           | Aslan Karatsev [21]        | Andreas Seppi              | Ilya Ivashka                     |
| Jack Sock (WC)          | Gaël Monfils [17]          | Nikoloz Basilashvili       | Denis Shapovalov [7]             |
| Andrey Rublev [5]       | Roberto Bautista Agut [18] | Henri Laaksonen (Q)        | Stefanos Tsitsipas [3]           |
| Facundo Bagnis          | Alex Molčan (Q)            | Alexei Popyrin             | Pablo Andújar                    |
| Segunda fase            |                            |                            |                                  |
| Tallon Griekspoor       | Mackenzie McDonald         | Jordan Thompson            | Taylor Fritz                     |
| Hubert Hurkacz [10]     | Denis Kudla                | Vasek Pospisil             | Corentin Moutet                  |
| Albert Ramos Viñolas    | Alexander Bublik [31]      | Steve Johnson              | Zachary Svajda (WC)              |
| Maxime Cressy (Q)       | Lorenzo Musetti            | Ernesto Escobedo (WC)      | Roberto Carballés Baena          |
| Pedro Martínez          | Guido Pella                | Emil Ruusuvuori            | Bernabé Zapata Miralles (LL)     |
| Cristian Garín [16]     | Dušan Lajović              | Arthur Rinderknech         | Adrian Mannarino                 |
| Casper Ruud [8]         | Marco Trungelliti (Q)      | Brandon Nakashima (WC)     | Kevin Anderson                   |
| Grigor Dimitrov [15]    | Marcos Giron               | Philipp Kohlschreiber (PR) | Dominik Koepfer                  |
| Primeira fase           |                            |                            |                                  |
| Holger Rune (Q)         | Jan-Lennard Struff         | Salvatore Caruso           | David Goffin [27]                |
| Jaume Munar             | Gianluca Mager             | Mikael Ymer                | Alex de Minaur [14]              |
| Egor Gerasimov          | Márton Fucsovics           | Laslo Đere                 | Lorenzo Sonego [20]              |
| Fabio Fognini [28]      | Tennys Sandgren            | Stefano Travaglia          | Jérémy Chardy                    |
| Sam Querrey             | Lucas Pouille              | Yoshihito Nishioka         | Yannick Hanfmann                 |
| Federico Coria          | Maximilian Marterer (Q)    | Marco Cecchinato           | Max Purcell (WC)                 |
| Pablo Carreño Busta [9] | Sebastian Korda            | Emilio Nava (WC)           | Kwon Soon-woo                    |
| Karen Khachanov [25]    | Pablo Cuevas               | Tommy Paul                 | Federico Delbonis                |
| Ivo Karlović (Q)        | James Duckworth            | Christopher Eubanks (Q)    | Filip Krajinović [32]            |
| Nick Kyrgios            | Kamil Majchrzak (Q)        | Feliciano López            | Evgeny Donskoy (Q)               |
| Norbert Gombos          | John Millman               | Benoît Paire               | Ugo Humbert [23]                 |
| Cameron Norrie [28]     | Miomir Kecmanović          | Pierre-Hugues Herbert      | Andy Murray                      |
| Yūichi Sugita (LL)      | Carlos Taberner            | Taro Daniel                | Alejandro Davidovich Fokina [29] |
| John Isner [19]         | Cem İlkel (Q)              | Jiří Veselý                | Ričardas Berankis                |
| Sam Riffice (WC)        | Radu Albot                 | Antoine Hoang (Q)          | Thiago Monteiro                  |
| Marin Čilić [30]        | Mikhail Kukushkin (LL)     | Quentin Halys (Q)          | Richard Gasquet                  |

### Feminino
| Final                          | Final                       | Final                         | Final                         |
| ------------------------------ | --------------------------- | ----------------------------- | ----------------------------- |
| Leylah Fernandez               |                             |                               |                               |
| Semifinais                     |                             |                               |                               |
| Maria Sakkari [17]             | Maria Sakkari [17]          | Aryna Sabalenka [2]           | Aryna Sabalenka [2]           |
| Quartas de final               |                             |                               |                               |
| Belinda Bencic [11]            | Karolína Plíšková [4]       | Elina Svitolina [5]           | Barbora Krejčíková [8]        |
| Quarta fase                    |                             |                               |                               |
| Shelby Rogers                  | Iga Świątek [7]             | Anastasia Pavlyuchenkova [14] | Bianca Andreescu [6]          |
| Simona Halep [12]              | Angelique Kerber [16]       | Garbiñe Muguruza [9]          | Elise Mertens [15]            |
| Terceira fase                  |                             |                               |                               |
| Ashleigh Barty [1]             | Sara Sorribes Tormo         | Jessica Pegula [23]           | Anett Kontaveit [28]          |
| Ajla Tomljanović               | Varvara Gracheva            | Petra Kvitová [10]            | Greet Minnen (LL)             |
| Daria Kasatkina [25]           | Elena Rybakina [19]         | Sloane Stephens               | Naomi Osaka [3]               |
| Kamilla Rakhimova (LL)         | Victoria Azarenka [18]      | Ons Jabeur [20]               | Danielle Collins [26]         |
| Segunda fase                   |                             |                               |                               |
| Clara Tauson                   | Sorana Cîrstea              | Hsieh Su-wei                  | Zhang Shuai                   |
| Martina Trevisan               | Misaki Doi                  | Jil Teichmann                 | Fiona Ferro                   |
| Amanda Anisimova               | Petra Martić [30]           | Paula Badosa [24]             | Anna Karolína Schmiedlová (Q) |
| Kristýna Plíšková (Q)          | Kateřina Siniaková          | Liudmila Samsonova            | Lauren Davis                  |
| Rebeka Masarova (Q)            | Markéta Vondroušová         | Caroline Garcia               | Kristína Kučová (LL)          |
| Anhelina Kalinina              | Coco Gauff [21]             | Kaia Kanepi                   | Olga Danilović (Q)            |
| Christina McHale               | Ekaterina Alexandrova [32]  | Jasmine Paolini               | Andrea Petkovic               |
| Valentini Grammatikopoulou (Q) | María Camila Osorio Serrano | Kaja Juvan                    | Tamara Zidanšek               |
| Primeira fase                  |                             |                               |                               |
| Vera Zvonareva                 | Clara Burel                 | Madison Brengle               | Veronika Kudermetova [29]     |
| Karolína Muchová [22]          | Claire Liu                  | Hailey Baptiste (WC)          | Stefanie Vögele (LL)          |
| Arantxa Rus                    | Coco Vandeweghe (WC)        | Storm Sanders (WC)            | Anastasia Potapova            |
| Samantha Stosur (PR)           | Cristina Bucșa (Q)          | Nao Hibino                    | Jamie Loeb (Q)                |
| Caty McNally (WC)              | Zarina Diyas                | Katie Volynets (WC)           | Dalma Gálfi (Q)               |
| Alison Van Uytvanck            | Nuria Párrizas Díaz (Q)     | Ashlyn Krueger (WC)           | Alison Riske                  |
| Polona Hercog                  | Danka Kovinić               | Anastasija Sevastova          | Marta Kostyuk                 |
| Nadia Podoroska                | Katie Boulter (Q)           | Viktoriya Tomova (LL)         | Viktorija Golubic             |
| Rebecca Marino (Q)             | Ana Bogdan                  | Elena-Gabriela Ruse (Q)       | Tsvetana Pironkova            |
| Aliaksandra Sasnovich          | Harriet Dart (Q)            | Ann Li                        | Camila Giorgi                 |
| Dayana Yastremska              | Mayar Sherif (LL)           | Madison Keys                  | Magda Linette                 |
| Yulia Putintseva [31]          | Ana Konjuh (Q)              | Alycia Parks (WC)             | Marie Bouzková                |
| Astra Sharma (Q)               | Emma Navarro (WC)           | Kristina Mladenovic           | Sara Errani                   |
| Tereza Martincová              | Yaroslava Shvedova (PR)     | Irina-Camelia Begu            | Donna Vekić                   |
| Rebecca Peterson               | Anna Blinkova               | Ivana Jorović (PR)            | Alizé Cornet                  |
| Carla Suárez Navarro (PR)      | Heather Watson              | Bernarda Pera                 | Nina Stojanović               |

## Finais

### Profissional
| Categoria | Evento    | Campeã(s)(o/ões)               | Vice-campeã(s)(o/ões)          | Resultado     | Chave(s)  | Chave(s)       |
| --------- | --------- | ------------------------------ | ------------------------------ | ------------- | --------- | -------------- |
| Simples   | Masculino | Daniil Medvedev                | Novak Djokovic                 | 6–4, 6–4, 6–4 | principal | qualificatório |
| Simples   | Feminino  | Emma Raducanu                  | Leylah Fernandez               | 6–4, 6–3      | principal | qualificatório |
| Duplas    | Masculino | Rajeev Ram Joe Salisbury       | Jamie Murray Bruno Soares      | 3–6, 6–2, 6–2 | principal | principal      |
| Duplas    | Feminino  | Samantha Stosur Zhang Shuai    | Coco Gauff Catherine McNally   | 6–3, 3–6, 6–3 | principal | principal      |
| Duplas    | Misto     | Desirae Krawczyk Joe Salisbury | Giuliana Olmos Marcelo Arévalo | 7–5, 6–2      | principal | principal      |

### Juvenil
| Categoria | Evento    | Campeã(s)(o/ões)                | Vice-campeã(s)(o/ões)               | Resultado        | Chave(s)  | Chave(s)       |
| --------- | --------- | ------------------------------- | ----------------------------------- | ---------------- | --------- | -------------- |
| Simples   | Masculino | Daniel Rincón                   | Shang Juncheng                      | 6–2, 7–66        | principal | qualificatório |
| Simples   | Feminino  | Robin Montgomery                | Kristina Dmitruk                    | 6–2, 6–4         | principal | qualificatório |
| Duplas    | Masculino | Max Westphal Coleman Wong       | Viacheslav Bielinskyi Petr Nesterov | 6–3, 5–7, [10–1] | principal | principal      |
| Duplas    | Feminino  | Ashlyn Krueger Robin Montgomery | Reese Brantmeier Elvina Kalieva     | 5–7, 6–3, [10–4] | principal | principal      |

### Cadeirante
| Categoria | Evento       | Campeã(s)(o/ões)              | Vice-campeã(s)(o/ões)            | Resultado | Chave     |
| --------- | ------------ | ----------------------------- | -------------------------------- | --------- | --------- |
| Simples   | Masculino    | Shingo Kunieda                | Alfie Hewett                     | 6–1, 6–4  | principal |
| Simples   | Feminino     | Diede de Groot                | Yui Kamiji                       | 6–3, 6–2  | principal |
| Simples   | Tetraplégico | Dylan Alcott                  | Niels Vink                       | 7–5, 6–2  | principal |
| Duplas    | Masculino    | Alfie Hewett Gordon Reid      | Gustavo Fernández Shingo Kunieda | 6–2, 6–1  | principal |
| Duplas    | Feminino     | Diede de Groot Aniek van Koot | Yui Kamiji Jordanne Whiley       | 6–1, 6–2  | principal |
| Duplas    | Tetraplégico | Sam Schröder Niels Vink       | Dylan Alcott Heath Davidson      | 6–3, 6–2  | principal |